# Четириредова квадратна панова пита
Четириредовата квадратна панова пита е правилна паракомпактна пита. На всеки има безброй квадратни пана. Връхната фигура е квадратно пано, ръбовата – квадрат. Има безброй квадрати. Себедуална е.

## Свързани пити

### Правилни паракопактни пити
- шестоъгълна панова пита
- шесторедова четиристенна пита
- четириредова шестоъгълна панова пита
- шесторедова кубична пита
- петоредова шестоъгълна панова пита
- шесторедова дванадесетостенна пита
- шесторедова шестоъгълна панова пита
- триъгълна панова пита
- квадратна панова пита
- четириредова осмостенна пита
- четириредова квадратна панова пита